# Salaxis
Salaxis es un género con 36 especies de plantas fanerógamas perteneciente a la familia Ericaceae.

## Taxonomía
El género  fue descrito por Richard Anthony Salisbury y publicado en Transactions of the Linnean Society of London 6: 317. 1802. La especie tipo es: Salaxis axillaris

## Especies seleccionadas
| - Salaxis abietina - Salaxis arborescens - Salaxis aristata | - Salaxis artemisioides - Salaxis axillaris - Salaxis benguelensis' |